# Адріана Сересо
Адріана Сересо Іглесіас (ісп. Adriana Cerezo, нар. 24 листопада 2003) — іспанська тхеквондистка, срібна призерка Олімпійських ігор 2020 року, чемпіонка Європи.

## Виступи на Олімпіадах
| Олімпіада  | Дисципліна | Місце |
| ---------- | ---------- | ----- |
| Токіо 2020 | до 49 кг   | 2     |

## Зовнішні посилання
- Адріана Сересо [Архівовано 24 липня 2021 у Wayback Machine.] на сайті taekwondodata.com.

1. 1 2  https://web.archive.org/web/20210725164559/https://olympics.com/tokyo-2020/olympic-games/es/resultados/taekwondo/perfil-de-deportista-n1351813-cerezo-iglesias-adriana.htm